# Typosyllis dentata
Typosyllis dentata är en ringmaskart som beskrevs av Hartmann-Schröder 1960. Typosyllis dentata ingår i släktet Typosyllis och familjen Syllidae. Inga underarter finns listade i Catalogue of Life.